# Ljoedmila Gromova
Ljoedmila Pavlovna Gromova (Russisch: Людмила Павловна Громова) (Miass, 4 november 1942) is een voormalig turnster uit de Sovjet-Unie. 
Gromova nam deel aan de Olympische Zomerspelen 1964 en won daar met haar ploeggenoten de gouden medaille in de landenwedstrijd. Individueel behaalde zij de 30ste plaats in de meerkamp

## Resultaten

### Olympische Zomerspelen
| Jaar | Plaats | Resultaten                               |
| ---- | ------ | ---------------------------------------- |
| 1964 | Tokio  | landenwedstrijd 30e individuele meerkamp |